# Nicolás Celis
Nicolás Celis (15 de octubre de 1986) es un productor de cine mexicano, a lo largo de su carrera, ha producido más de 30 películas. Entre ellas ha colaborado con directores de renombre como Amat Escalante, Alfonso Cuarón y Tatiana Huezo, así como en coproducciones internacionales con directores como Jacques Audiard y Diego Lerman, entre otros.
Entre sus proyectos se encuentra ROMA, que recibió más de 200 premios, incluido el León de Oro a la Mejor Película en el Festival de Venecia, cuatro premios BAFTA, dos Globos de Oro y tres premios Oscar. Nicolás también produjo la primera película de ficción de Tatiana Huezo, Noche de Fuego, que recibió una mención especial en la sección Un Certain Regard del Festival de Cannes y fue preseleccionada para representar a México en los Premios de la Academia.
Nicolás ha formado parte del jurado de festivales internacionales de cine como Shangai, Tiflis, Sofía y Tesalónica, y es miembro de la Academia Mexicana de Artes y Ciencias Cinematográficas y de la Academia Estadounidense de Artes y Ciencias Cinematográficas. y del Producer's Guild of America.

## Trayectoria
En 2008 fundó la casa productora de cine independiente Pimienta Films, junto con su hermano, Sebastián Celis.
Entre sus primeros trabajos está el largometraje de drama-horror, Somos lo que hay (2010) dirigida por Jorge Michel Grau, el cual compitió por la Cámara de Oro en el Festival de Cannes de 2010. Esta película tuvo un remake estadounidense dirigido por Jim Mickle en 2013.
En el año 2015, Nicolás colaboró como productor ejecutivo en Desierto (2015) de Jonás Cuarón, película que obtuvo el premio FIPRESCI en el Festival de Cine de Toronto. Junto a Tatiana Huezo fue productor del documental Tempestad (2016) y del largometraje de ficción Noche de Fuego (2021), ambas seleccionadas por la Academia Mexicana de Ciencias y Artes Cinematográficas para competir por el premio Óscar  y el Premio Goya.
Ha colaborado en varias películas de Amat Escalante, tales como Heli (2013) la cual recibió la Palma de Oro a Mejor Director en el Festival de Cannes en 2013 y La región salvaje (2016), largometraje que tuvo su estreno en el Festival de Venecia y que además obtuvo el premio a Mejor Director.
En el 2018 produjo Roma, junto con Alfonso Cuarón y Gabriela Rodríguez, la película recibió más de 200 premios en todo el mundo, incluyendo el León de Oro a Mejor Película en el Festival de Venecia, cuatro premios BAFTA, diez premios Ariel, dos Globos de Oro, tres premios Óscar y el premio a Mejor Película internacional en los Premios de Cine Independiente Británico
Entre sus coproducciones más recientes están Pájaros de verano (2018) del nominado al Oscar Ciro Guerra y Cristina Gallego la cual fue seleccionada para la apertura de la Quincena de Realizadores en el Festival de Cannes de 2018,La fiera y la fiesta (2019), la cual tuvo su premier en la Sección Panorama en la Berlinale del 2019 y Sujo (2024) seleccionada para representar a México para competir por el premio Óscar  y el Premio Goya.

## Filmografía
- México 86 (2024) - coproductor
- Emilia Pérez (2024) - productor asociado
- Sujo (2024) - coproductor
- The Owner (2023) - coproductor
- La garde blanche (2023) - productor ejecutivo
- Ex-Husbands (2023) - productor
- La gran seducción (2023) - productor
- Brujería (2023) - productor
- El Suplente (2022) - coproductor
- Book of Love (2022) - coproductor
- Drunken Birds (2021) - productor ejecutivo
- Noche de Fuego (2021) - productor
- La fiera y la fiesta (2019) - coproductor[13]
- Pájaros de verano (2018) - coproductor[14]
- Roma (2018) - productor[15]
- A morir de los desiertos (2017) - productor[16]
- La Región Salvaje (2016) - productor ejecutivo[17]
- Tempestad (2016) - productor[18]
- Soy Nero (2016) - productor[19]
- Epitafio (2016) - productor ejecutivo[20]
- Desierto (2015) - productor ejecutivo[21]
- Hilda (2015) - productor[22]
- Llévate mis amores (2015) - coproductor[23]
- Semana Santa (2015) - productor[22]
- Heli (2013) -  line producer[24]
- Espantapájaros (2012) - productor[25]
- El lugar más pequeño (2011) - productor[26]
- Somos lo que hay (2010) - productor[27]
- Agua fría de mar (2009) - coproductor[28]

## Premios y Nominaciones
Premios Óscar
| Año  | Categoría                          | Trabajo nominado | Resultado |
| ---- | ---------------------------------- | ---------------- | --------- |
| 2019 | Mejor película                     | Roma             | Nominado  |
| 2019 | Mejor película en habla no inglesa | Roma             | Ganador   |

Premios Goya
| Año  | Categoría                     | Trabajo nominado | Resultado |
| ---- | ----------------------------- | ---------------- | --------- |
| 2023 | Mejor película iberoamericana | Noche de Fuego   | Nominado  |
| 2019 | Mejor película iberoamericana | Roma             | Ganador   |
| 2018 | Mejor película iberoamericana | Tempestad        | Nominado  |

Premios Globo de Oro
| Año  | Categoría                           | Trabajo nominado | Resultado |
| ---- | ----------------------------------- | ---------------- | --------- |
| 2018 | Mejor película en lengua no inglesa | Roma             | Ganador   |

Premios de la Crítica Cinematográfica
| Año  | Categoría                          | Trabajo nominado | Resultado |
| ---- | ---------------------------------- | ---------------- | --------- |
| 2018 | Mejor película                     | Roma             | Ganador   |
| 2018 | Mejor película de habla no inglesa | Roma             | Ganador   |

Premios BAFTA
| Año  | Categoría                          | Trabajo nominado | Resultado |
| ---- | ---------------------------------- | ---------------- | --------- |
| 2018 | Mejor película                     | Roma             | Ganador   |
| 2018 | Mejor película de habla no inglesa | Roma             | Ganador   |

Festival Internacional de Cine de Cannes
| Año  | Categoría                   | Trabajo nominado | Resultado |
| ---- | --------------------------- | ---------------- | --------- |
| 2021 | Mejor película              | Noche de Fuego   | Nominado  |
| 2021 | Mención especial del jurado | Noche de Fuego   | Ganador   |
| 2013 | Mejor película              | Heli             | Nominado  |

Festival Internacional de Cine de Venecia
| Año  | Categoría      | Trabajo nominado  | Resultado |
| ---- | -------------- | ----------------- | --------- |
| 2018 | León de Oro    | Roma              | Ganador   |
| 2016 | Mejor película | La Región Salvaje | Nominado  |

Festival Internacional de Cine de Berlín
| Año  | Categoría  | Trabajo nominado     | Resultado |
| ---- | ---------- | -------------------- | --------- |
| 2019 | Oso de Oro | La fiera y la fiesta | Nominado  |
| 2016 | Oso de Oro | Soy Nero             | Nominado  |

### Premios Platino
| Año  | Categoría                                | Película | Resultado |
| ---- | ---------------------------------------- | -------- | --------- |
| 2019 | Mejor película iberoamericana de ficción | Roma     | Ganadora  |